# Keilstück (Minden)

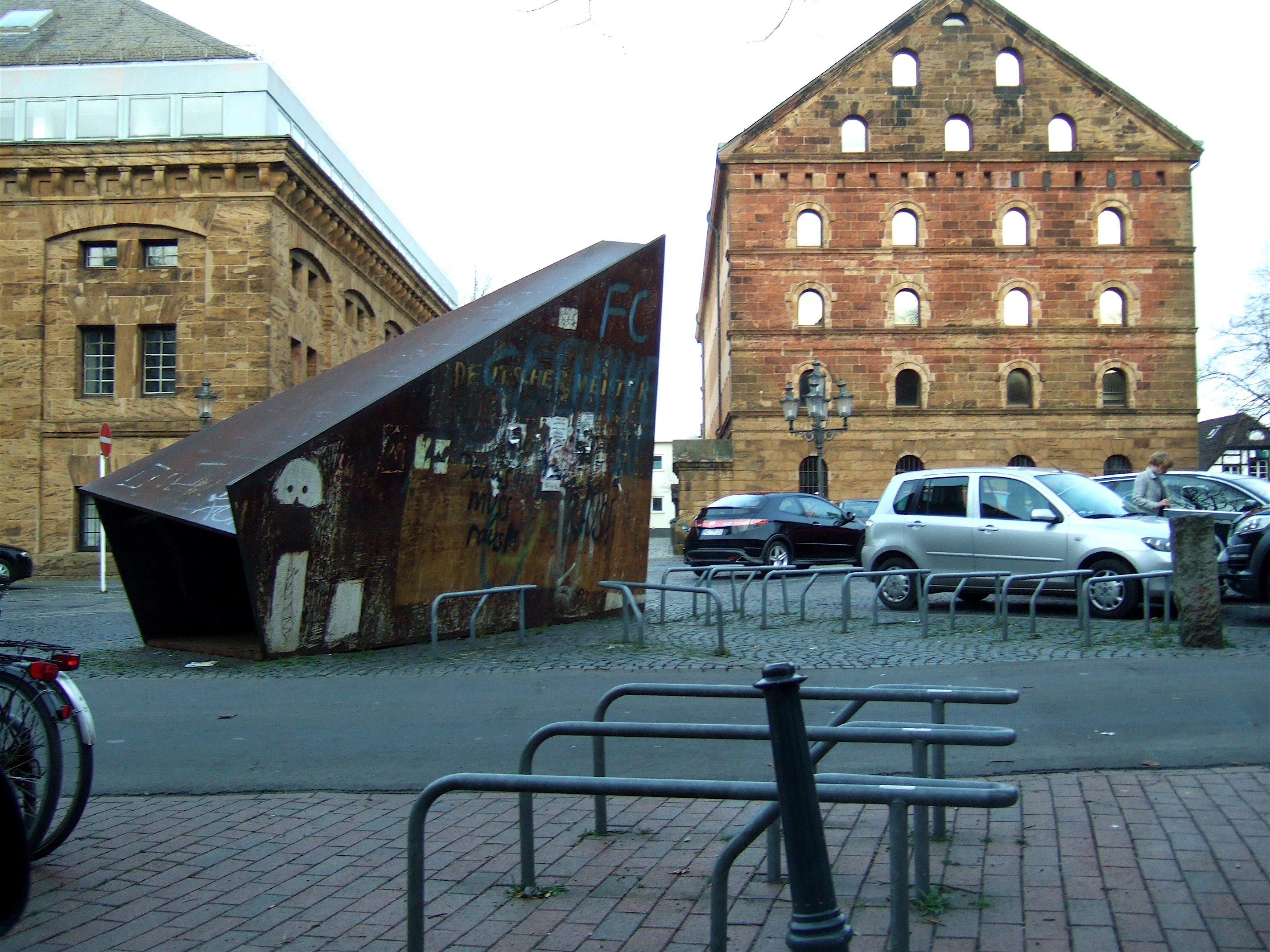
Keilstück auf dem Martinikirchhof

Das Keilstück in der ostwestfälischen Stadt Minden ist eine begehbare Skulptur auf dem Martiniplatz, die 1987 dort durch den Künstler Wilfried Hagebölling aufgestellt worden ist. 1988 hat die Stadt Minden die Skulptur angekauft.

## Geschichte
Der Martinikirchplatz liegt in der Oberen Altstadt umgeben von denkmalgeschützten Häusern, die zum einen durch eine strenge preußische Architektur mit gerade ausgerichteten Linien und Gebäuden aus Portasandstein (Heeresbäckerei, Proviant-Magazin, Martinikirche) und zum anderen aus Fachwerkhäusern aus dem Mittelalter geprägt ist. Auf diesen quadratischen, mit unterschiedlichem Pflaster belegten Platz, der in heutiger Zeit als Parkplatz und Wochenmarktplatz genutzt wird, stellt Hagebölling seine begehbare Skulptur, „die - im Dialog mit den Quergiebeln der romanisch-gotischen Martinikirche - das Areal strafft und zuspitzt. Ein exakter Umfeldbezug, der nicht dekoriert, sondern mit einer Dynamik aus Korrespondenzen und Dissonanzen auflädt.“
Die Skulptur ist aus vier Meter hohen begehbaren Corten-Stahl-Platten geschweißt und unbehandelt, sodass sich auf der Oberfläche eine schützende Rostschicht entwickelt hat. Die vier Platten bilden ein Keilsegment mit am Ende trapezartigen Öffnungen.
Bertram Schulte war als Kulturpädagoge und Organisator maßgeblich an der Organisation der Landeskulturtage Nordrhein-Westfalen in Minden im Jahr 1987 beteiligt. Im Rahmen dieser Veranstaltung entstanden verschiedene Kulturprojekte, darunter das „Keilstück“.
Das Keilstück ist im Auftrag und im Rahmen der Projektwoche „Kultur vor Ort“, Landeskulturtage NRW 1987 entstanden und in dieser Aktion auch aufgestellt worden. Die Stadt Minden hat sie 1988 angekauft und in ihr Eigentum übernommen.
In der nachfolgenden Zeit setzte eine öffentliche Diskussion um das Keilstück ein, in der sich Teile der Bevölkerung für die Entfernung des sogenannten Schrottstückes einsetzten. Im beginnenden Kommunalwahlkampf setzte sich die CDU für eine Versetzung der Skulptur ein und bot dem Künstler einen neuen Standort im Mindener Glacis an. Die CDU wollte dieses Wahlversprechen nach gewonnener Kommunalwahl auch umsetzen. Daraufhin entwickelte sich ein Rechtsstreit des sich wehrenden Künstlers gegen die Stadt Minden, in dem sich der Künstler auf sein Urheberrecht und der Korrespondierung seiner Kunst mit dem Originalaufstellungsplatz berief. Dies führte zu Stellungnahmen wie des Städtebauministers des Landes Nordrhein-Westfalen Michael Vesper und des ehemaligen Leiters der Documenta in Kassel, die für den Verbleib des Kunstwerks am Originalplatz im öffentlichen Raum plädierten. Schlussendlich entschied das Oberlandesgericht Hamm, dass die Figur auf dem Platz zu verbleiben hat.

## Heutige Situation
Heute steht die Skulptur immer noch auf dem Martiniplatz, immer wieder von Graffitikünstlern als Objekt gebraucht und von Fahrradständern und Verkehrsmöbeln umstellt. Im Jahr 2020 wurde das Kunstwerk im Auftrag der Stadt Minden als Eigentümerin professionell gereinigt.